# ستيفانو مي
ستيفانو مي (بالإيطالية: Stefano Mei)‏ (و. 1963  م) هو منافس ألعاب قوى إيطالي، ولد في لا سبيتسيا، شارك في الألعاب الأولمبية الصيفية 1988، والألعاب الأولمبية الصيفية 1984، مركز لعبه هو ركض المسافات المتوسطة، وركض المسافات الطويلة.

## روابط خارجية
- ستيفانو مي على موقع الاتحاد الدولي لألعاب القوى (الإنجليزية)
- ستيفانو مي على موقع الاتحاد الإيطالي لألعاب القوى (الإيطالية)
- ستيفانو مي على موقع اللجنة الأولمبية الدولية (الإنجليزية)
- ستيفانو مي على موقع أوليمبيديا (الإنجليزية)